# ウォーレス・スピアモン・シニア
ウォーレス・スピアモン・シニア（Wallace Spearmon Sr.、1962年9月3日 ‐ ）は、アメリカ合衆国の元陸上競技選手。専門は短距離走。100mで10秒19、200mで20秒27の自己ベストを持つ。
200mがメインのスプリンター。1987年にユニバーシアードで金メダリスト、パンアメリカン競技大会で銅メダリスト、ローマ世界選手権でセミファイナリストになるなど活躍した。息子のウォーレス・スピアモンもスプリンターで、2007年大阪世界選手権の4×100mリレーで金メダル、2005年ヘルシンキ世界選手権の200mで銀メダルを獲得するなど、世界選手権で4つのメダルを獲得している。

## 自己ベスト
記録欄の（　）内の数字は風速（m/s）で、+は追い風を意味する。
| 種目 | 記録          | 年月日        | 場所           |      |
| 屋外 | 屋外          | 屋外          | 屋外           | 屋外 |
| ---- | ------------- | ------------- | -------------- | ---- |
| 100m | 10秒19 (+1.9) | 1987年5月23日 | ノックスビル   |      |
| 200m | 20秒27 (+1.4) | 1987年7月3日  | レーデ         |      |
| 室内 |               |               |                |      |
| 200m | 21秒14        | 1987年2月1日  | シェルブルック |      |

## 主要大会成績
| 年   | 大会                   | 場所               | 種目    | 結果   | 記録          |
| ---- | ---------------------- | ------------------ | ------- | ------ | ------------- |
| 1986 | グッドウィルゲームズ   | モスクワ           | 200m    | 3位    | 20秒49        |
| 1987 | ユニバーシアード       | ザグレブ           | 200m    | 優勝   | 20秒42        |
| 1987 | ユニバーシアード       | ザグレブ           | 4x100mR | 優勝   | 38秒66        |
| 1987 | パンアメリカン競技大会 | インディアナポリス | 200m    | 3位    | 20秒53        |
| 1987 | 世界選手権             | ローマ             | 200m    | 準決勝 | 20秒87 (+0.5) |